# Знаки поштової оплати України 1993

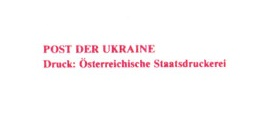
Маркування австрійської Österreichische Staatsdruckerei на марці № 40

Знаки поштової оплати України 1993 — перелік поштових марок, введених в обіг Укрпоштою у 1993 році.
Було випущено 16 марок: 6 стандартних другого випуску та 10 художніх (комеморативних) марок, присвячених пам'яті державних діячів, видатних діячів науки і культури, ювілеям знаменних дат, подіям, що зображують фауну і флору країни тощо. 4 комеморативні марки було об'єднано в 2 серії: «Давні герби земель України» та «75 років першого міжнародного поштового перельоту Відень-Краків-Львів-Київ».
До обігу були знаки поштової оплати номіналом 3; 5; 15; 35; 50; 75; 100; 150; 200; 300 та 500 крб.
Марки № 35–41 було надруковано в Австрійській державній друкарні, а № 41–50 — московською друкарнею «Держзнак» (Росія).
Відсортовані за датою введення.

## Список комеморативних марок
| № у каталозі | Зображення | Опис та джерело | Номінал     | Дата введення в обіг  | Тираж   | Дизайн                     |
| ------------ | ---------- | --- | ----------- | --------------------- | ------- | -------------------------- |
| № 35         |            | Давні герби земель України: Львівщина                                                                                            | 3,00 крб.   | 15 лютого 1993 року   | 1 000   | О. В. Снарський            |
| № 36         |            | Давні герби земель України: Київщина                                                                                             | 5,00 крб.   | 15 лютого 1993 року   | 1 000   | О. В. Снарський            |
| № 37         |            | Патріарх Кардинал Йосиф Сліпий (1892—1984)                                                                                       | 15,00 крб.  | 17 лютого 1993 року   | 200 000 | А. Бечкер, Р. І. Зарицький |
| № 38         |            | 75 років першого міжнародного поштового перельоту Відень-Краків-Львів-Київ. Літак «Ганза-Бранденбург С»                          | 35,00 крб.  | 31 березня 1993 року  | 200 000 | А. Бечкер                  |
| № 39         |            | 75 років першого міжнародного поштового перельоту Відень-Краків-Львів-Київ. Літак «Boeing 737–400» Міжнародних авіаліній України | 50,00 крб.  | 31 березня 1993 року  | 200 000 | А. Бечкер                  |
| № 40         |            | З Великоднем! | 15,00 крб.  | 18 квітня 1993 року   | 200 000 | В. І. Дворник              |
| № 41         |            | 40-річчя Загальної декларації прав людини                                                                                        | 5,00 крб.   | 11 червня 1993 року   | 210 000 | В. І. Дворник              |
| № 42         |            | Шістдесята річниця голодомору в Україні                                                                                          | 75,00 крб.  | 12 вересня 1993 року  | 1 000   | В. Є. Перевальський        |
| № 43         |            | 75 років перших українських поштових марок. День поштової марки                                                                  | 100,00 крб. | 9 жовтня 1993 року    | 1 000   | Ю. Логвин                  |
| № 44         |            | 50 років визволення Києва від фашистських загарбників                                                                            | 75,00 крб.  | 6 листопада 1993 року | 1 000   | С.С.Бєляєв                 |

## Другий випуск стандартних марок
| № у каталозі | Зображення | Опис та джерело                             | Номінал     | Дата введення в обіг | Тираж      | Дизайн    |
| ------------ | ---------- | ------------------------------------------- | ----------- | -------------------- | ---------- | --------- |
| № 45         |            | Етнографічний сюжет «Давня Україна»: Косарі | 50,00 крб.  | 18 грудня 1993 року  | 40 500 000 | Ю. Логвин |
| № 46         |            | Етнографічний сюжет «Давня Україна»: Чумаки | 100,00 крб. | 18 грудня 1993 року  | 40 450 000 | Ю. Логвин |
| № 47         |            | Етнографічний сюжет «Давня Україна»: Чабан  | 150,00 крб. | 18 грудня 1993 року  | 40 850 000 | Ю. Логвин |
| № 48         |            | Етнографічний сюжет «Давня Україна»: Жниці  | 200,00 крб. | 18 грудня 1993 року  | 10 225 000 | Ю. Логвин |
| № 49         |            | Етнографічний сюжет «Давня Україна»: Чабан  | 300,00 крб. | 18 грудня 1993 року  | 10 325 000 | Ю. Логвин |
| № 50         |            | Етнографічний сюжет «Давня Україна»: Жниці  | 500,00 крб. | 18 грудня 1993 року  | 10 375 000 | Ю. Логвин |